# Richard Pombo

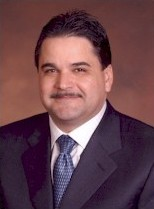
Richard Pombo

Richard William Pombo (* 8. Januar 1961 in Tracy, Kalifornien) ist ein US-amerikanischer Politiker. Zwischen 1993 und 2007 vertrat er den Bundesstaat Kalifornien im US-Repräsentantenhaus.

## Werdegang
Richard Pombo besuchte zwischen 1979 und 1982 die California State Polytechnic University in Pomona. Danach betätigte er sich als Farmer und Rancher. Er war auch einer der Gründer der San Joaquin County Citizens Land Alliance. Gleichzeitig begann er als Mitglied der Republikanischen Partei eine politische Laufbahn. In den Jahren 1991 und 1992 saß er im Gemeinderat von Tracy.
Bei den Kongresswahlen des Jahres 1992 wurde Pombo im elften Distrikt von Kalifornien in das US-Repräsentantenhaus in Washington, D.C. gewählt, wo er am 3. Januar 1993 die Nachfolge von Tom Lantos antrat. Nach sechs Wiederwahlen konnte er bis zum 3. Januar 2007 sieben Legislaturperioden im Kongress absolvieren. Die Wahl 2006 verlor er gegen Gerald Mark McNerney mit 46,6 % zu 53,3 %. In seine Zeit als Kongressabgeordneter fielen die Terroranschläge am 11. September 2001, der Irakkrieg und der Militäreinsatz in Afghanistan. Pombo galt als konservativer Abgeordneter. Er unterstützte unter anderem den Irakkrieg. Zwischen 2003 und 2007 war er Vorsitzender des House Resources Committee.
Im Jahr 2010 kandidierte er erfolglos in den republikanischen Vorwahlen für die Kongresswahlen.